# پیمان آنکارا (۱۹۲۶)
پیمان آنکارا ۱۹۲۶ (همچنین به عنوان پیمان مرزی ۱۹۲۶ (ترکی استانبولی: Ankara Antlaşması شناخته می‌شود) در ۵ ژوئن ۱۹۲۶ در آنکارا توسط ترکیه، بریتانیا و عراق تحت قیمومت بریتانیا امضا شد. هدف از این معاهده حل به اصطلاح «مسئله موصل» از طریق تعیین مرز رضایت‌بخش بین ترکیه و عراق و تنظیم روابط همسایگی آنها بود. یکی از جنبه‌های مهم این معاهده این بود که ترکیه حق دارد در صورت بی‌ثباتی در منطقه مرزی وارد درگیری نظامی شود. این حوزه نفوذ که فراتر از مرزهای مدرن ترکیه است، عمدتاً بخش شمالی عراق، به ویژه منطقه موصل و کرکوک را در بر می‌گیرد.

## مقررات
- استان موصل متعلق به عراق خواهد بود.
- خط بروکسل[۳] as adopted previously on 29 October 1924[۱] به عنوان مرز بین ترکیه و عراق عمل می‌کند.
- ۱۰٪ از درآمدهای نفتی موصل به مدت ۲۵ سال در اختیار ترکیه قرار می‌گیرد.
- ترکیه این مبلغ را به مدت ۴ سال دریافت کرده بود و از دریافت ۲۱ سال باقی مانده به نفع پرداخت ۵۰۰۰۰۰ پوند استرلینگ از بریتانیا صرف نظر می‌کرد.

## عواقب
"پس از پیمان ۱۹۲۶، روابط ترکیه و عراق به تدریج بهبود یافت. در سال ۱۹۲۸، هر یک از طرفین در پایتخت‌های طرف دیگر نمایندگی باز کردند و هر دو کشور اعتبارنامه خود را ارائه کردند. ملک فیصل و وزیرانش در ژوئیه ۱۹۳۱ از پایتخت ترکیه بازدید کردند، و در اوایل سال ۱۹۳۲، معاهدات ترکیه و عراق اقامتگاه، تجارت، و استرداد امضا شد. اگر چه معاهده تجارت و دوستی دوجانبه در سال ۱۹۳۲ بین دو دولت ترکیه و عراق به امضا رسید، اما مورد تایید بریتانیا قرار نگرفت که نشان‌دهنده تداوم کنترل بریتانیا بر سیاست خارجی عراق پس از پایان قیمومت است. در سال ۱۹۳۷ معاهده عدم تعرض با عراق به نام پیمان سعدآباد در تهران، ایران امضا شد.